# Margaret (zpěvačka)
Margaret, vlastním jménem Małgorzata Jamroży (* 30. červen 1991 Stargard, Západopomořanské vojvodství, Polsko), je polská zpěvačka a skladatelka. Vystudovala módní návrhářství na Mezinárodní škole oděvnictví a módního návrhářství ve Varšavě.
V roce 2013 vydala svůj debutový singl „Thank You Very Much”, který zaujal 2. místo žebříčku AirPlay – Nowości nejhranějších skladeb polských rozhlasových stanic a zároveň se umístil v oficiálním žebříčku prodejnosti v Německu na 41. pozici, v Rakousku na 38. pozici a v Itálii na 22. místě. Píseň byla třetí nejprodávanější písní v Polsku v roce 2013, za což ji ZPAV udělil ocenění „Cyfrowa Piosenka Roku“. V červenci 2013 zpěvačka reprezentovala Polsko na hudebním festivalu Baltic Song Contest, kde obsadila 2. místo. Mezitím vydala EP „All I Need“, který zaujal 50. místo v žebříčku OLiS nejprodávanějších alb v Polsku.
Na začátku roku 2014 vydala singl „Wasted”, který se vyšplhal na 6. místo v žebříčku AirPlay – Top nejhranějších skladeb polských rozhlasových stanic. Během léta nahrála zpěvačka skladbu „Start a Fire”, která se stala oficiální hymnou Mistrovství světa ve volejbale mužů. Singl se kromě toho umístil 10. v žebříčku AirPlay – Top. Na konci srpna vydala svůj debutové studiové album „Add the Blonde“. Toto album se umístilo na 8. místě v žebříčku prodejnosti a získalo platinovou certifikaci.
V roce 2015 se její další singl nazvaný „Heartbeat” umístil na 11. místě v žebříčku 20 nehranějších skladeb polských rozhlasových stanic. Na konci roku mělo premiéru druhé studiové album „Just the Two of Us“, který nahrála v duetu s Mattem Duskem. Album bylo uvedeno na 28. místě v žebříčku OLiS a obdrželo zlatou certifikaci.
V první polovině roku 2016 zpěvačka vydala singl „Cool Me Down”, který se umístil na 4. místě v žebříku AirPlay – Top a stal se tak nejvýše umístěným počinem v této hitparádě. Kompozice rovněž zaznamenala úspěch v oficiálním žebříčku prodejnosti ve Švédsku. V Polsku získal singl za prodej dvojitou platina a ve Švédsku obdržel zlatou desku.
Zpěvačka je laureátkou takových ocenění jako MTV Europe Music Awards, Eska Music Awards nebo SuperJedynki. Také získala řadu nominací do Kids' Choice Awards, Wiktory nebo Telekamery.

## Dětství a mládí
Margaret se narodila 30. června 1991 ve městě Stargard Szczeciński jako dcera Elżbiety a Ryszarda Jamrożových, kteří jsou povoláním pedagogové. Spolu se svým o čtyři roky starším bratrem Tomaszem vyrůstala v Ińsku. Při biřmování přijala jméno Julita.
Vystudovala Státní hudební školu prvního stupně I. J. Paderewského Choszczně se zaměřením na klarinet a saxofon. Krátce jejím ukončení utrpěla nehodu na kole, v důsledku čehož si poškodila nosní přepážky. Je absolventkou XIV Liceum Ogólnokształcące ve Štětíně. Poté začala studovat ve Varšavě na Univerzitě sociálních a humanitních věd se zaměřením na anglistiku, ze které odešla po třech semestrech. Později začala studovat módní návrhářství na Mezinárodní škole oděvnictví a módního návrhářství ve Varšavě, které dokončila v roce 2015 a stala se tak diplomovou módní návrhářkou.

## Kariéra

### 2009–2012: oNieboLepiej, Gosia Jamroży Project, „It Will Be Lovely Day”
Svou hudební kariéru započala při studiu na lyceu, kde zpívala ve skupině oNieboLepiej, která byla založena v lednu 2009. Ve stejném roce se stala laureátkou jedné z epizod pořadu Szansa na sukces, kde vystoupila s písní „Znam Cię na pamięć” z repertoáru Moniky Brodky. Díky vítězství měla možnost vystoupit ve finálové epizodě pořadu v Kongresovém sále ve Varšavě. Byla to její druhá účast v tomto pořadu. Na začátku roku 2006 se zpěvačka zúčastnila s písní „Będę czekać” druhé epizody pořadu, kde za svou interpretaci skladby získala ocenění.
V roce 2010 hrála v muzikálu Rent ve štětínské Opeře na Zámku. V ten samý rok spoluvytvořila projekt Gosia Jamroży Project (skupina působila rovněž pod názvem Margaret J. Project), se kterým se mimo jiné dostala do semifinále Coke Live Fresh Noise 2010. Spolu se skupinou nazpívala skladby „I will”, „Pod prąd”, „Wróć do siebie” a „Co teraz”, u nichž byl nahrán i videoklip. V roce 2011 spustila blog o módě. Kromě toho se ve stejném roce objevila v pořadu Moda z bloga na stanici TVN Style. Zúčastnila se rovněž natáčení kompozice „Moments” pro společnost Open Finance a také se objevila ve videoklipu k této písni.
V roce 2012 nahrála pro leteckou společnost OLT Express píseň „It Will Be Lovely Day”, která si získala popularitu na internetu. Na žádost internetových uživatelů společnost poskytla celou kompozici, načež se objevila ve vysílání několika rozhlasových stanic včetně Prvního programu Polského rozhlasu. Mezitím zpěvačka také nahrála vokály k polskému filmu Bokser a další písně pro potřeby reklamy, například pro firmu Apart.

### 2012–2013: „Thank You Very Much”, Baltic Song Contest a All I Need
Dne 26. května 2012 vystoupila během soutěže Trendy v rámci festivalu TOPtrendy 2012 s písní „Thank You Very Much”, kterou napsali a složili Thomas Karlsson a Joakim Buddee, za produkci zodpovídal Ant Whiting. Videoklip doprovázející píseň vzbudil velké množství kontroverze. Jeho režisérem a strůjcem nápadu byl Chris Piliero, který dříve spolupracoval mimo jiné i s Britney Spears nebo Keshou. Videoklip byl nahrán v Los Angeles a Margaret v něm hrála dívku vychovávanou rodiči nudisty.
Z důvodu velkého počtu nahých scén, které se v něm objevují, musel být videoklip odstraněn z YouTube během několika málo hodin po premiéře. Píseň „Thank You Very Much” byla oficiálně v Polsku vydána ke stažení v digitální podobě 21. února 2013. Na jaře byla část písně využita ve spotu na stanici Polsat, na podzim?? ji následovala německá televizní stanice Pro7.
Singl se umístil na 2. místě v žebříčku AirPlay nejhranějších skladeb na polských rozhlasových stanicích a v Německu se v žebříčcích prodejnosti umístil na 41. místě, v Rakousku zaznamenal 38. místo a v Itálii se umístil na 22. pozici. O Margaret, písni „Thank You Very Much” a následném videoklipu psali nejen média v Polsku, ale také v zahraničí, (mimo jiné britský list „The Sun“. Dne 8. června 2013 zpěvačka vystoupila se svou písní soutěže Największe Przeboje Roku (Největší hity roku) během TOPtrendy 2013 v Lesní opeře a na konci měsíce ji představila v populárním německém pořadu ZDF Fernsehgarten na kanále ZDF.
Dne 9. července 2013 byl vydán druhý singl zpěvačky s názvem „Tell Me How Are Ya”. Dne 14. července vystupovala na koncertu Lato Zet i Dwójki 2013 ve Słubicích. Od 19. do 20. července s písněmi „Thank You Very Much” a „I Get Along” reprezentovala Polsko na Baltic Song Contest ve švédském městě Karlshamn, kde byla oceněna 2. místem. Jako cenu[ujasnit] obdržela celkem 5000 švédských korun. Dne 30. července vydala své debutové EP All I Need, na kterém je 6 písní včetně hitů „Thank You Very Much” a „Tell Me How Are Ya”. Album debutovalo na 50. místě v žebříčku nejprodávanějších alb OLiS.. Dne 8. června 2013 se ve varšavském klubu „Iskra“ konal promo koncert EP All I Need.
Dne 3. srpna Margaret vystoupila na Eska Music Awards 2013, kde zazpívala skladby „Thank You Very Much” a „Tell Me How Are Ya”. Během galavečera obdržela ocenění za videoklip k písni „Thank You Very Much” v kategorii Eska TV Award – Nejlepší videoklip. Navíc byla nominována v kategoriích Nejlepší umělec a Nejlepší hit (za „Thank You Very Much”) a také za Nejlepší debut. Dne 24. srpna vystoupila během druhého dne Sopot Top of the Top Festival 2013 na koncertu 5 lat z Muzodajnią. Największe przeboje lata.
O týden později vystoupila na koncertu Stars for Free 2013, který pořádala rozhlasová stanice RTL Radio. V září byla nominována na ceny MTV Europe Music Awards 2013 v kategorii Nejlepší polský interpret. O měsíc později získala nominaci v kategorii Růže večera za „hudební hit Evropy“. Na konci roku 2013 se konalo promo turné v Itálii.

### 2014: „Wasted”, TOPtrendy 2014 a 51. NFPP v Opole

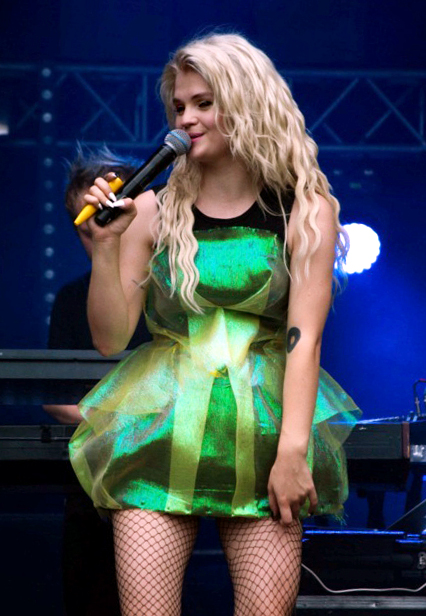
Zpěvačka Margaret během koncertu v Tarnowě (2014)

Dne 31. prosince 2013 vystoupila na Sylwestrowa Moc Przebojów na Kościuszkově náměstí v Gdyni, kde premiérově zazpívala svůj třetí singl „Wasted” a zároveň první promo singl z jejího debutového studiového alba. Na pódiu silver-stovského koncertu také zazpívala svůj hit „Thank You Very Much”. Singl „Wasted” byl vydán 15. ledna 2014. O den dříve si odbyl premiéru videoklip k písni, který zrežíroval Julia Bui Ngoc. Kompozice se vyšplhala na 6. místo v žebříčku 20 nejhranějších skladeb polských rozhlasových stanic. Dne 10. ledna 2014 měla premiéru komedie Piotra Wereśniaka Wkręceni, ve kterém byla použita skladba z repertoáru Margaret s názvem „Thank You Very Much”.
V únoru byla zpěvačka byla nominována na ceny: Wiktory v kategorii Hvězda písně a také na Nickelodeon Kids' Choice Awards v kategorii Oblíbená polská hvězda. V tom stejném měsíci se objevila v reklamní kampani na mobilní službu Play. V reklamě byla použita i část skladby z jejího svého repertoáru. Na konci března se zpěvačka zúčastnila jako hudební host udílení cen Wiktory 2013, které se konalo na Královském hrade ve Varšavě. Mezi přítomným publikem se objevila řada známých osobností včetně tehdejšího polského prezidenta Bronisława Komorowského a jeho manželky Anny.
Dne 1. května se Margaret účastnila koncertu Tu bije serce Europy (Zde bije srdce Evropy), který organizovala TVP u příležitosti 10. výročí přistoupení Polska k Evropské unii, kde spolu s Aleksandrou Szwed, Rafałem Brzozowským a Dawidem Kwiatkowským zpívala medley složenou z hitů skupiny ABBA.
Dne 30. května vystoupila na koncertu Królowie sieci, který proběhl v rámci prvního dne festivalu TOPtrendy 2014. Během prvního dne se představili interpreti s největším počtem prodaných singlů v předchozím roce v Polsku. Během koncertu obdržela cenu Cyfrowa Piosenka Roku, kterou ji udělila ZPAV za píseň „Thank You Very Much”. Píseň obsadila 3. místo za nejvyšší počet prodaných singlů v digitální podobě v roce 2013. O den později vystoupila na jevišti Lesí opery v konkurzu Największe Przeboje Roku (Největší hity roku) s písní „Wasted” mezi interprety, jejichž písně byly v posledním roce v rozhlasových stanicích nehranější.
Dne 7. června byla jednou z interpretů, kteří se zúčastnili koncertu SuperJedynki, který se konal v rámci 51. Národního festivalu polské písně, kde zazpívala madley svých třech předchozích singlů, a to „Tell Me How Are Ya”, „Wasted” a „Thank You Very Much”. Během koncertu obdržela ocenění SuperJedynka v kategorii SuperArtysta bez granic za svůj singl „Thank You Very Much”, který se objevil žebříčcích Rakouska, Německa a Itálie.

### 2014: Debutové studiové album Add the Blonde a „Start a Fire”
Na konci července měsíčník „Forbes” umístil Margaret na 67. místě v žebříčku „100 nejcennějších hvězd polského showbyznysu“. Inzerenti ocenili její tržní hodnotu na 235 238 PLN. V létě se zpěvačka podruhé zúčastnila koncertního turné Lato Zet i Dwójki, kterou pořádala TVP 2 a Radio Zet, v rámci kterého vystoupila v Toruni (27. července), Koszalině (3. srpna), a Uniejówě (24. srpna).
V té době se na ni obrátila Polská volejbalová federace s žádostí o vytvoření oficiální hymny pro Mistrovství světa ve volejbale mužů, které se konalo v roce 2014 v Polsku. Zpěvačka spolu s Thomasem Karlssonom a Matsem Tärnforsem vytvořila pro tento účel skladbu „Start a Fire”, která byla premiérově představena 18. srpna v Krakovské aréně (Kraków Arena) před posledním zápasem v rámci XII Memoriálu Huberta Jerzego Wagnera, který vysílala v přímém přenosu televize Polsat Sport. Píseň je také umístěna na debutovém studiovém albu zpěvačky názvem Add the Blonde a zároveň se stal druhým singlem propagujícím album. Dne 21. srpna si ve vysílání RMF FM odbyla svou rádiovou premiéru. Píseň „Start a Fire” se umístila v žebříčku „AirPlay – Top“ nejhranějších skladeb v polských rozhlasových stanic na 10. místě.
Dne 22. srpna Margaret předvedla v pořadu Pytanie na śniadanie svou novou verzi hitu „O mnie się nie martw“ od Katarzyny Sobczyk. Píseň byla nahrána pro potřeby stejnojmenného seriálu. Ve stejný den zpěvačka vystoupila na Eska Music Awards 2014 s cover verzí skladby „I Follow Rivers” od Lykke Li a také se svou písní „Wasted”. Zpěvačka byl nominován na jednu z cen v kategorii „Eska TV Award – Najlepší videoklip“ (za píseň „Wasted”).
Dne 26. srpna bylo vydáno její debutové studiové album Add the Blonde. Na části písní se sama zpěvačka spolupodílela. Materiál umístěný na desce obsahuje 14 kompozic v anglickém jazyce včetně písní z EP All I Need a 8 nových písní. Album Add the Blonde se nese ve stylu pop. Producenty alba byly Joakim Buddee, Martin Eriksson a také Ant Whiting. Add the Blonde se vyšplhalo na 8. místo v seznam 50 nejprodávanějších alb v Polsku a obdrželo platinovou desku za prodej více než 30 000 kopií.
Dne 29. srpna se objevila v Bejrútu na NRJ Music Tour, kterou každoročně pořádá libanonská rozhlasová stanice NRJ Libanon. O den později reprezentovala skladbu Start a Fire” na Národním stadionu ve Varšavě během zahajovacího ceremoniálu Mistrovství světa ve volejbale mužů v roce 2014. Tato sportovní událost byla vysílána živě v 168 zemích světa. Dne 15. září byla zpěvačce předána cena „Žena roku“, která je udělována časopisem Glamour. Dne 21. září zazpívala v Katowicích během závěrečném programu, při kterém proběhlo udělování medailí, hymnu „Start a Fire” a hit „Thank You Very Much”.
Na začátku listopadu měl premiéru komediální film Dzień dobry, kocham cię! režírovaný Ryszardem Zatorským, jehož soundtrackem byla píseň zpěvačky nazvaná „Tell Me How Are Ya”. Ten stejný měsíc byla Margaret nominována na ocenění Telekamery 2015 v kategorii hudba. Dne 31. prosince byla jednou z hlavních hvězd vystupujících během koncertu Sylwester z Dwójką ve Wroclawi, který živě vysílala stanice TVP2.

### 2015: „Heartbeat”, Eska Music Awards 2015 a cena MTV, Just the Two of Us
Dne 9. února 2015 měl během galavečera Telekamer premiéru její třetí promo singl alba Add the Blonde „Heartbeat”. Skladba byla napsána a složena jí samou ve spolupráci se švédským skladatelem Joakimem Buddeem. Skladba se umístila na 11. pozici v seznamu nejhranější skladeb polských rozhlasových stanic.
O několik týdnů později byla zpěvačka již druhým rokem po sobě nominována na ocenění Kids' Choice Awards (v kategorii Oblíbená polská hvězda) a Wiktory (Umělec roku). Také se podílela na reklamní kampani pro společnost Coca-Cola pod heslem „Pocałuj radość”, která se konala u příležitosti 100. výročí uvedení charakteristických nápojových lahví. Pro potřeby kampaně zpěvačka nahrála píseň „Smak radości”, která je polskou verzí písně „First Time” a původně nazpívanou Robinem Beckem. Dne 19. dubna Margaret vystoupila během koncertu Top Music Wembley v londýnské Wembley Areně.
Dne 30. května se objevila na scéně Lesní opery během koncertu Radiowy Przebój Roku – Super Hit FM, který se konala v rámci festivalu Polsat SuperHit Festiwal 2015. Za svůj výkon získala sošku pro vítěze a singl „Wasted” se následně umístil na 4. místě v žebříčku nejhranějších skladeb polských rozhlasových stanic v roce 2014, které pro potřeby festivalu připravil ZPAV. Dne 23. srpna byla jednou z hvězd koncertu v Uniejówě v rámci televizního a rozhlasového koncertního turné Lato Zet i Dwójki 2015.
O několik dní později se objevila na galavečeru Eska Music Awards 2015, kde zazpívala skladby „Start a Fire”, „Heartbeat”, „Love Me Like You Do” (spolu se Sarsou, Cleo, Tabbem a Sound’n’Grace) a také píseň „Thank You Very Much” (v duetu s Krzysztofem „Jankesem” Jankowským. V rámci festivalu zpěvačka obdržela dvě sošky v kategoriích Nejlepší interpret a eskaGO Award – Najlepszy artysta w sieci.
Na konci srpna do prodeje šla kolekce obuvi a doplňků podepsaných zpěvačkou pro polskou divizi mezinárodní sítě prodejen Deichmann. Kolekci doprovázela intenzivní reklamní kampaň, která ukázala mimo jiné Margaret v reklamním spotu, v němž byl použit fragment písně z jejího repertoáru s názvem „Broke But Happy”.
V září se uskutečnila premiéra návrhu Margaretiny kolekce oblečení pro značku Sinsay s názvem „Sinsay by Margaret”. K propagaci kolekce bylo použito video zrealizované k písni „Dance for 2”, které pocházelo z desky Add the Blonde. Dne 26. září odstartovala na stanici TVP 1 emise hudebního pořadu Retromania, který zpěvačka spoluhostila společně s Krzysztofem Szewczykem a Wojciechem Pijanowským. V říjnu obdržela cenu MTV Europe Music Awards pro Nejlepšího polského interpreta, díky čemuž byla automaticky nominována do kategorie Nejlepší světový interpret: Evropa.
Dne 6. listopadu vydala své druhé studiové album Just the Two of Us, které nahrála v duetu s kanadským zpěvákem Mattem Duskem. Na desce jsou zachyceny interpretace jazzových standardů. Promo singly projektu byly písně pilotní singl „Just the Two of Us” a „‘Deed I Do”. Album se umístilo na 28. místě v polském žebříčku prodejnosti a obdrželo v Polsku zlatou certifikaci.
Mezitím se zpěvačka zúčastnila vánoční reklamní kampaně pro společnost Coca-Cola, ve kterém spolu s finalisty šestého ročníku Hlas Polska nahrála skladbu „Coraz bliżej święta”. V prosinci se také zpěvačka objevila na několika koncertech, které se konaly v rámci trasy vánočního kamionu Coca-Coly napříč Polskem. Dne 31. prosince vystoupila jako jedna z hlavních umělců v rámci koncertu Sylwester z Dwójką ve Wrocławě, který byl zorganizován televizní stanicí TVP2 a rozhlasovou stanicí Radio Zet.

### 2016: „Cool Me Down” a „Elephant”

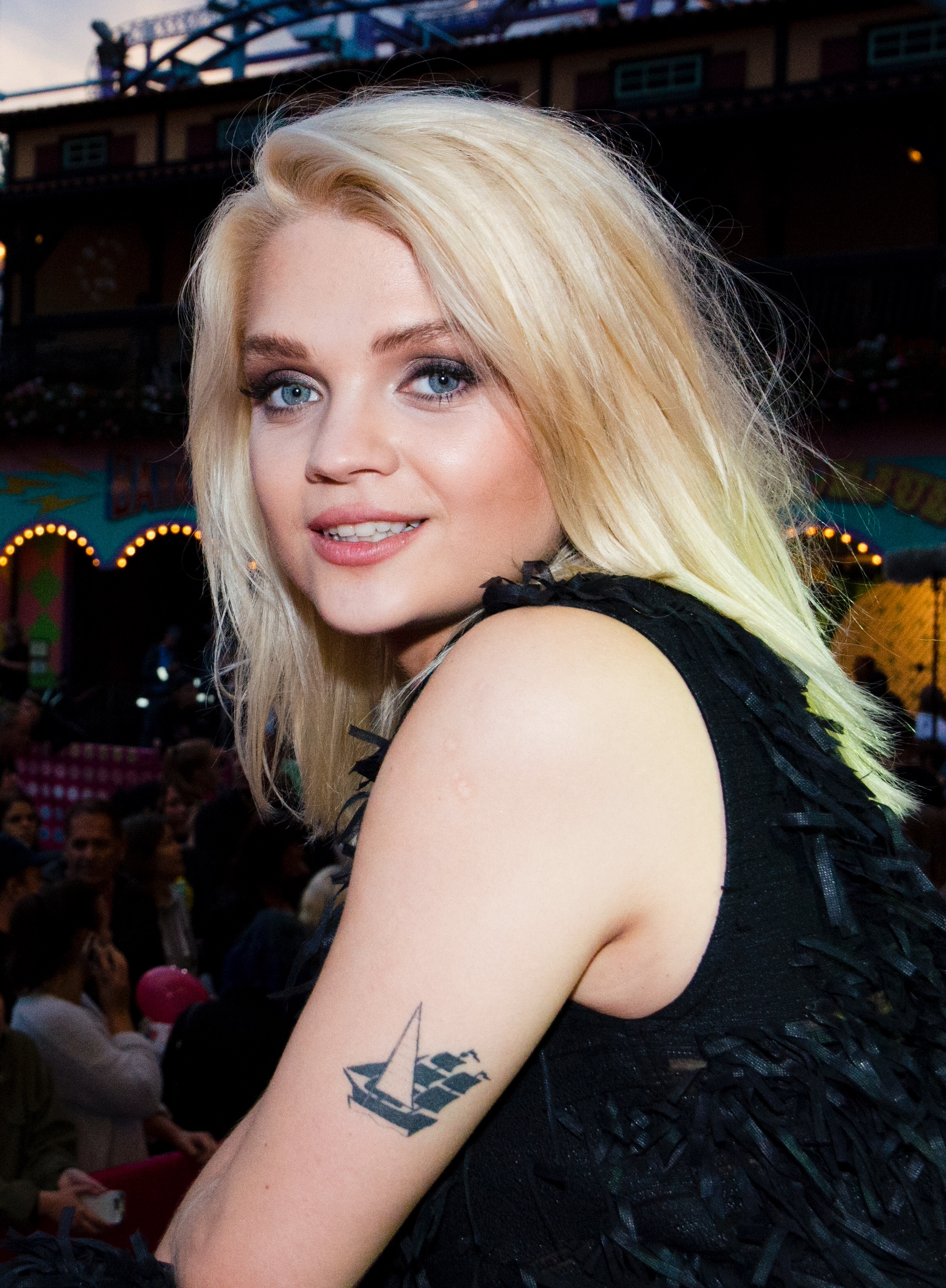
Margaret vystupuje na koncertě Sommarkrysset v parku Gröna Lund (Švédsko, 9. červenec 2016)

Na začátku února 2016 byla Margaret jednou z hostů speciálního koncertu Grzegorze Skawińského a Waldemara Tkaczyka, který se konal v Ergo Areně při příležitosti 40. výročí jejich umělecké kariéry a byl vysílán živě prostřednictvím televize Polsat. Zpěvačka na jevišti zazpívala skladby „Nasze randez-vous” a také „Pokolenie” spolu s Ewou Farnou a Joannou Czarneckou (Rudou).
Dne 8. února zpěvačka ve vysílání rádia RMF FM potvrdila, že se spolu s písní „Cool Me Down” přihlásila do polského národního kola pro Eurovision Song Contest 2016. O několik dní později byla na seznamu umělců kvalifikovaných do finále národního kola. Po premiéře písně „Cool Me Down” bylo Polsko pasována na 1. místo u bookmakerů, kteří ji tipovali na vítězku celé Eurovision Song Contest. Dne 5. března Margaret vystoupila ve finále výběru Krajowe Eliminacje, které se konalo v sídle Polské televize ve Varšavě. Ve finále se umístila na 2. místě s podílem 24,72% hlasů.
Po prohře zpěvačky, která byla favoritkou na vítězství celé Eurovision Song Contest ve Stockholmu, mnoho příznivců show z celé Evropy reagovalo s rozhořčením, zatímco mezinárodní portál věnovaný akci okomentoval konečný výsledek takto:
„Scénář byl takový: Margaret vyhraje [polské národní kolo] a v květnu vyzvedne Polsko až na vrchol. Ale Poláci nikdy nenaslouchají radám a místo toho poslali Michała Szpaka. Jsme v šoku!“

„Vítězství Michała Szpaka v národním kole dovedlo eurovizní příznivce k šílenství, protože Polsku po dobu několika týdnů bylo favoritem na výhru 61. Eurovision Song Contest. Teď je to jasné! Polsko spáchalo minulou noc sebevraždu.“

Poté, co favorizovaná Margaret ve finále polského národního kola obsadila 2. místo, její příznivci vytvořili petici, která požaduje, aby právě Margaret reprezentovala Polsko na Eurovision Song Contest 2016.
Singl „Cool Me Down” se vyšplhal na 4. místo v žebříku AirPlay – Top nejhranějších skladeb polských rozhlasových stanic a stal se tak nejvýše umístěným počinem v této hitparádě. Kompozice rovněž zaznamenala úspěch v oficiálním žebříčku prodejnosti ve Švédsku, kde byla nejvýše na 36. místě. V Polsku singl za prodej o nákladu překračující 40 tisíc kopií obdržel dvojtou platinovou desku. a navíc ve Švédsku zaznamenal prodej více než 20 tisíce kusů a získal zlatou desku.
Dne 7. března byla uvedena do prodeje druhá kolekce bot a doplňků pro polskou divizi značky Deichmann, pod kterými je zpěvačka podepsána. K propagaci kolekce byl natočen reklamní spot s počinem zpěvačky, ve kterém byl rovněž využit fragment písně „Click”. V polovině března byla zpěvačka oceněna soškou Kids’ Choice Awards v kategorii Oblíbená polská hvězda. Poté vystoupila během speciálního koncertu v rámci eska360, který nahrávala stanice Eska TV. Záznam byl následně odvysílnán 2. dubna.
Dne 28. května se zpěvačka objevila na koncertě Rádiový hitu roku v průběhu druhého dne festivalu Polsat SuperHit Festiwal 2016, kde zazpívala singly „Cool Me Down” a „Heartbeat”, který byl jedním z nejvysílanějších skladeb v polských rozhlasových stanicích v předchozím roce.
Na začátku července měla premiéru skladba „Atomówki”, kterou zpěvačka nahrála na žádost stanice Cartoon Network u příležitosti vydání premiérových epizod amerického kresleného stejného jména v Polsku.
Dne 9. července byla jednou z hudebních hostů ve švédském pořadu Sommarkrysset a 8. srpna v Lotta på Liseberg, který vysílá stanice TV4, během něhož zazpívala svůj singl „Cool Me Down” a na slavnostním rozdávání švédských cen Rockbjörnen (16. srpna) a při koncertech v Eskilstuně (4. srpna), Göteborgu (21. srpen) a Stockholmu (24. srpna) v rámci festivalu RIX FM Festival, který organizuje rozhlasová stanice RIX FM.
Dne 26. srpna vystoupila během galavečera Eska Music Awards 2016, kde zazpívala píseň „Cool Me Down”, premiérovou kompozici „Elephant” a také skladbu „Lush Life” z repertoáru Zary Larsson. Během akce byla oceněna v kategorii eskaGO Award – Najlepszy artysta w sieci. Byla rovněž nominována v kategoriích Nejlepší umělec a Nejlepší hit (za kompozici „Cool Me Down”). O den později byl „Elephant“ vydán jako singl. Píseň napsali a složili Margaret ve spolupráci s Joakimem Buddeem a Thomasem Karlssonem. Píseň se umístila na 22. místě v žebříčku AirPlay – Top.
Dne 15. října Margaret zasedla do poroty během národního kola 14. Junior Eurovision Song Contest, která je určena interpretům do 15 let. V listopadu Margaret obdržela cenu MTV Europe Music Awards 2016 pro Nejlepšího polského interpreta. V race 2016 zpěvačka vydala reedici alba, kterou rozšířila o dva nové singly „Cool Me Down” (spolu s třemi jeho remixy) a „Elephant” a také kompozici „Smak radości”.

### 2017 až současnost: Monkey Business a Melodifestivalen 2018
Dne 17. března měl premiéru singl pod názvem „Blue Vibes“, který byl nahrán za účelem propagace filmu Smerfy: Poszukiwacze zaginionej wioski, jejíž premiéra proběhla 27. května. Dne 12. května vyšel další singl s názvem „What You Do”. Skladba se vyšplhal na 14. místo v žebříčku nejhranějších skladeb polských rozhlasových stanic. Dne 2. červen bylo do prodeje uvolněno druhé sólové studiové album Margaret s názvem Monkey Business. Album se debutovalo na 8. místě v seznamu padesáti nejprodávanějších alb v Polsku.
Dne 17. června se objevila na Eska Music Awards 2017, kde zazpívala cover písně „I Don’t Wanna Live Forever” z repertoáru Zayna a Taylor Swift a také svou skladbu „What You Do”. Během akce byla oceněna v kategorii eskaGO Award – Nejlepší umělec na internetu.
Dne 1. září uvedla měl premiéru třetí singl z alba Monkey Business s názvem „Monkey Business“. Dne 17. září se společně s jazzovým muzikantem Włodzimierzem Pawlikem objevila na 54. KFPP v Opole během koncertu „Od Opola do Opola”, kde zpívala písně „Cool Me Down“ a „What You Do“. Během festivalu získala zvláštní cenu od TVP1.
Dne 4. října byla opět nominována v MTV Europe Music Awards v kategorii Nejlepší polský počin. 28. listopadu potvrdila svou účast ve švédské národném kole Melodifestivalen 2018 se skladbou „In My Cabana“. Ve druhém semifinále, které se konalo 10. února 2018, vystoupila jako 4. v pořadí a kvalifikovala se do druhé šance, které se konala 3. března v Kristianstad Arena v Kristianstadu.. Z ní se probojovala do finále, které se konalo ve Friends Areně v obci Solna v Stockholmu. Ve finále se umístila na 7. místě s celkovými 103 body od diváků (10. místo) a mezinárodní poroty (5. místo). V dubnu podepsala reklamní smlouvu na podporu nové řady nealkoholických piv Warka Radler. V červenci začala spolupracovat se španělskou společností Pull & Bear.
Dne 2. srpna vydala singl s názvem „Lollipop“, který byl vybrán společností Warner Music Sweden jako hymna pro EuroPride. Zpěvačka komentovala její zapojení do projektu následovně: „Vždycky jsem podporoval milostné iniciativy a lásku všeho druhu. Láska je láska“. Dne 26. srpna obdržela její píseň „Byle jak“ ocenění Hit léta rádia RMF FM a Polsatu 2018 (Przebój Lata RMF FM i Polsatu 2018). Na konci roku chystá desetidenní turné po Švédsku pod názvem Stjärnklart, které bude trvat od listopadu do prosince.

## Charitativní činnost
V lednu 2014 Margaret věnovala do aukce Velkého orchestru vánoční pomoci šaty, ve kterých vystupovala v Gdyni během silvestrovského koncertu, který pořádala televize Polsat. Dne 3. dubna vystoupila během galavečera Rak. To się leczy!, který se konal v divadle „Capitol”.
V létě se zpěvačka objevila v kampani Nadace Polsat „Jesteśmy dla Dzieci” nazvané „Artyści dla dzieci”. Kampaně se vedle zpěvačka zúčastnili i Enej, Lemon, Sylwia Grzeszczak, Ewelina Lisowska a Rafał Brzozowski nebo Patrycja Markowska. V sedmi natočených spotech umělci odpovídali na otázku, proč bychom měli pomáhat a odesílat SMS, ze kterých jdou zisky pro Nadaci Polsat. Spoty běžely ve vysílání televize Polsat, v tematických kanálech skupiny Polsat a také na kanálu Nadace Polsat na Youtube.
Dne 6. prosince se v hotelu „Brant“, který vlastní Agnieszka a Jakub Wesołowští, konala mikulášská akce, které se vedle známých polských osobností zúčastnila i Maragret. Ve stejný den zpěvačky navštívila děti trpící rakovinou v Institutu matky a dítěte.
Mezitím se Margaret spolu s dalšími umělci jako jsou Rafał Brzozowski, Honorata Skarbek nebo Maria Niklińska, podílela na nahrávání charitativního desky Siemacha po kolędzie s koledami a vánočními písněmi. Projekt pořádala nezisková organizace Stowarzyszenie Siemacha. Zpěvačka na albu přispěla písní „Santa Claus Is Coming to Town” v duetu s Pamelou Stone a koledou „Pójdźmy wszyscy do stajenki”, na které se podílela spolu se všemi umělci zapojenými do projektu. Album mělo premiéru 9. prosince a výtěžek z jeho prodeje byl vynaložen na vybudování dětského domova v Odporyszówě.
Dne 15. prosince se zúčastnila charitativního koncertu Serce dla dzieci (Srdce pro děti), během kterého bylo vybíráno finančních prostředků na pomoc osmi nemocným dětem, svěřencům Nadace Fakt. Margaret se stala ambasadorkou pacienta s duchenneovou muskulární dystrofií. Organizátoři projektu byly TVP1 a Ringier Axel Springer Polska.
Na konci roku 2015 se opět podílela na nahrání vánoční desky. Příjmy z prodeje desky putovaly na pomoc svěřencům Stowarzyszenie Siemacha. Charitativní album s názvem Gwiazdy po kolędzie bylo vydáno 27. listopadu. Margaret na něj nahrála skladbu „A kto wie czy za rogiem” a koledu „Gdy się Chrystus rodzi” spolu se Sarsou, Kasiou Popowskou, Rafałem Brzozowským, Antkiem Smykiewiczem a Pamelou Stone.
Dne 10. ledna 2016 se v rámci Velkého orchestru vánoční pomoci objevila na pódiu ve Świdnici.

## Diskografie
- Add the Blonde (2014)
- Just the Two of Us (& Matt Dusk; 2015)
- Monkey Business (2017)
- Gaja Hornby (2019)
- Maggie Vision (2021)
- Siniaki i cekiny (2024)